# 시바모토 히로유키
시바모토 히로유키(일본어: 柴本 浩行, 1955년 12월 18일 ~)

## 출연
- 철완탐정 로보타크 (다크로우)